# Menemerus bivittatus
Menemerus bivittatus is een spinnensoort in de taxonomische indeling van de springspinnen (Salticidae).
Het dier behoort tot het geslacht Menemerus. De wetenschappelijke naam van de soort werd voor het eerst geldig gepubliceerd in 1831 door Jean-Marie Léon Dufour.